# Strešni jezdec
Strešni jezdec (francosko flèche, dobesedno »puščica«) je okrasni arhitekturni element piramidalne oblike, visok in tanek, ki se uporablja kot okras na strehah cerkva, zvonikov, stolpov itd. Je tipičen, vendar ne izključni element gotske arhitekture. 
Francoska beseda flèche se tradicionalno nanaša na tiste posebne stolpiče brez zvonov, postavljene na obok stolnic in predstavljajo značilen element gotske arhitekture Francije in tistih držav, ki so neposredno prevzele vplive tega sloga.
Na slemenu strehe nad križiščem (sečišče ladje in transeptov) cerkve so bili strešni jezdeci običajno lahke, občutljive konstrukcije z lesenim okvirjem s kovinskim plaščem iz svinca ali bakra. Pogosto so bogato okrašeni z arhitekturnimi in kiparskimi okraski: krogovičjem, kroketi in miniaturnimi oporniki, ki služijo za okras, včasih okrašen tudi z elementi iz kovanega železa.
Strešni jezdeci so pogosto zelo visoki: neogotski zvonik Notre-Dame v Parizu (1858–2019) Eugèna Viollet-le-Duca je bil visok približno 30 m, preden je bil uničen v požaru leta 2019, medtem ko je strešni jezdec stolnice v Amiensu iz 16. stoletja visok 45 m.
Najvišji strešni jezdec na svetu je bil zgrajen konec 19. stoletja za stolnico v Rouenu, skupaj visok 157 metrov.
Kratek zvonik ali strešni jezdec, obdan s parapetom, je pogost na cerkvah v Hertfordshiru, zato se ta vrsta imenuje Hertfordshire spike.
- Strešni jezdec Sainte-Chapelle, Île de la Cité, je oblikoval Jean-Baptiste Lassus.[5]
- Notre-Dame de Paris s strešnim jezdecem iz 19. stoletja, uničenim v požaru leta 2019.
- Strešni jezdec gradu svetega Mihaela v Sankt Peterburgu, ki ga je zasnoval Vasilij Baženov.[6]
- Bazilika Lurške Matere Božje, Brestanica